# Potato Collecting Expeditions in Mexiaco and South America
Potato Collecting Expeditions in Mexiaco and South America (abreviado Potato Coll. Exp. Mexico South Amer.) es un libro con ilustraciones y descripciones botánicas que fue escrito por el genetista y botánico inglés John Gregory Hawkes y publicado en Cambridge, Inglaterra en los años 1941-44, con el nombre de Potato Collecting Expeditions in Mexico and South America. II. Systematic Classification of the Collections.